# Can Ferrer (Palafrugell)
Can Ferrer és una obra de Palafrugell (Baix Empordà) protegida com a Bé Cultural d'Interès Local.

## Descripció
Casa de dues plantes, rectangular i molt allargada, exempta en un extrem d'un ampli espai ocupat per jardí i hortes, encerclat per una paret de tanca. A l'entrada la tanca opaca es converteix en una reixa entre pilastres. A la decoració de forja del portal hi figura VF 1906. La casa té una terrassa correguda i un remat decoratiu sobre la cornisa. La finca està envoltada de vegetació.